# 福岡市道博多駅春日原2号線
福岡市道博多駅春日原2号線（ふくおかしどうかたかすにしじんいちごうせん）は、福岡市の「都心部」の中でも3地区の「都心核」の一つとされる博多駅周辺地区にある博多区博多駅南一丁目の音羽（）交差点から南東に向かって、諸岡（）三丁目の1丁目交差点に至る全長が3,741.43メートルの市道（幹線一級市町村道）である。さらに南西に伸びる福岡市道博多駅春日原1号線などと共に、春日市の「中心拠点」とされる西鉄春日原駅周辺とを結ぶ幹線道路を形成し、これらの路線を合わせて福岡市道路愛称として筑紫通りと呼ばれている。

## 特徴
福岡市道博多駅春日原2号線の特徴は、市道でありながら、自治体の間で主要な拠点を結び付けていること、同市の「都心部」から東南方向に並走する複数の主要幹線道路の一つであり、互いに交通機能を補完しながらネットワークを形成していることである。これらの幹線道路を北から順にあげると次の通りである。
- 国道3号（福岡南バイパス）
- 福岡県道602号後野福岡線及び国道385号の各一部（日赤通り）
- 福岡県道31号福岡筑紫野線（高宮通り）

渋滞に関しては、国土交通省の公表によると、音羽交差点、瑞穂交差点及び弓田交差点が「主要渋滞箇所」とされている。
道路の名称については、この路線を含む次の道路（北西からの順）について名付けられた福岡市道路愛称の筑紫通りの方が通りがよく、出版されている地図などの表記にも使われている。
- 福岡市道博多駅草ヶ江線（博多駅中央街の博多駅前三丁目交差点から博多駅中央街の音羽交差点まで）
- 福岡市道博多駅春日原2号線（音羽交差点から諸岡三丁目の諸岡1丁目交差点まで）
- 福岡県道505号板付牛頸筑紫野線（諸岡1丁目交差点から諸岡四丁目の諸岡四角交差点まで）
- 福岡市道博多駅春日原1号線（諸岡四角交差点から光丘町三丁目の春日市との境まで）

また、都市計画道路の名称としては「博多駅春日原線」であり、起点が博多区博多駅中央街（音羽交差点）、終点が春日市春日原北町一丁目（名称なし交差点）、延長が7,350（総延長が7,500）メートルの路線で、この区間に現行の認定路線の福岡市道博多駅春日原1号線と福岡市道博多駅春日原2号線等が含まれる。

## 接続する主な通り
| 交差する道路                          | 市町村名 | 市町村名 | 交差する場所   | 交差する場所             |
| ------------------------------------- | -------- | -------- | -------------- | ------------------------ |
| 国道385号（竹下通り）                 | 福岡市   | 博多区   | 博多駅南一丁目 | 音羽交差点、起点         |
| 福岡市道博多駅五十川線（竹下通り）    | 福岡市   | 博多区   | 博多駅南一丁目 | 音羽交差点、起点         |
| 福岡市道博多駅草ヶ江線（筑紫通り）    | 福岡市   | 博多区   | 博多駅南一丁目 | 音羽交差点、起点         |
| 福岡県道555号桧原比恵線               | 福岡市   | 博多区   | 博多駅南三丁目 | 瑞穂交差点               |
| 福岡市道上牟田清水2号線（きよみ通り） | 福岡市   | 博多区   | 山王二丁目     | 山王2丁目交差点          |
| 福岡県道553号東光寺竹下春吉線         | 福岡市   | 博多区   | 東光寺町一丁目 | 博多市民プール西口交差点 |
| 福岡市道竹下駅前線                    | 福岡市   | 博多区   | 那珂一丁目     | 那珂交差点               |
| 福岡市道下月隈高木線                  | 福岡市   | 博多区   | 那珂六丁目     | 弓田交差点               |
| 福岡県道505号板付牛頸筑紫野線         | 福岡市   | 博多区   | 諸岡三丁目     | 諸岡1丁目交差点、終点    |

## 接続、近接する主な施設
この路線に接続又は近接する主な施設を起点の北西から順にあげると以下の通り。
- 博多駅
- 山王公園[注釈 5]
- コマーシャルモール博多
- ららぽーと福岡